# Thiết bị khởi động
Trong khoa học máy tính, thiết bị khởi động đôi khi còn có tên gọi không đầy đủ là ổ khởi động là một thiết bị có thể nhận lệnh (thông thường là từ hệ thống BIOS) của máy tính kích hoạt để tự thiết bị này thực hiện được một số bước đơn giản ban đầu và giao lại toàn quyền cho một hệ điều hành.
Tên tiếng Anh của thiết bị khởi động là boot device, có nguồn gốc từ chữ bootstrap (mồi việc khởi động); có nghĩa là sử dụng một chương trình đơn giản nào đó để phát triển một chương trình khác có các khả năng phức tạp hơn tạo thành một lớp nằm trên của lớp đơn giản ban đầu, một cách trọng yếu nó có nghĩa là "tự kéo nó lên bằng khởi động mồi của chính nó".
Các thiết bị có khả năng khởi động một máy tính thường là các đĩa khởi động (như đĩa mềm, đĩa CDROM) và các ổ khởi động (như ổ cứng, ổ mềm, ổ CDROM hay các ổ USB). Một số máy tính nối mạng có thể được trang bị các con chip khởi động (trên các NIC) nhằm có thể khởi động được máy thông qua các lệnh truyền trên mạng. Một số tiêu chuẩn về thẻ khởi động (boot card) cho phép người tiêu dùng khởi động các máy tính ở các trạm (kiosk) máy bảo đảm tính riêng tư và người dùng có thể tự truy cập các ứng dụng.
Trong tiếng Anh, nhiều người nói gọn thiết bị khởi động là boot và nói gọn thiết bị không khởi động được là thiết bị dữ liệu (data device), máy tính không cần phân biệt giữa hai loại thiết bị trên nhưng hệ điều hành thì cần biết về sự khác nhau giữa chúng.
Một cách dùng khác của thuật ngữ thiết bị khởi động là các thiết bị nào phải được nhận biết bởi BIOS và được cho vận hành trước khi một hệ điều hành được tải. Thí dụ của trường hợp này, đối với các hệ máy cũ là các thiết bị đầu vào (chuột và bàn phím) hay thiết bị đầu ra như màn hình cũng như các thiết bị khác như là các bộ điều khiển của các kho dữ liệu.